# Werner Bautz
Werner Bautz (* 12. April 1949 in Ansbach; † 18. Dezember 2008 in Erlangen) war ein deutscher Mediziner.

## Leben
Bautz studierte Medizin an der Eberhard Karls Universität Tübingen und leistet anschließend seinen Wehrdienst. 1976 promovierte er an der Universität Tübingen mit einer Dissertation zum Thema „Anaerobe Serumultrafiltration – eine Methode zur Differenzierung von Ca- und Mg-Fraktionen im Serum“ zum Dr. med. Anschließend wurde er zum Arzt für Radiologie am Strahleninstitut der Universität Tübingen ausgebildet. 1988 habilitierte sich Bautz und erhielt die Lehrbefugnis für Radiologie. Von 1990 bis 1996 war er leitender Oberarzt am Institut für Röntgendiagnostik des Klinikums rechts der Isar. 1996 wurde er Inhaber des Lehrstuhls für Diagnostische Radiologie und Leiter des Radiologischen Instituts des Universitätsklinikums Erlangen. Am 1. Oktober 2006 wurde Bautz als Nachfolger von Rolf Sauer zum ärztlichen Direktor am Universitätsklinikum Erlangen ernannt.
Im Dezember 2008 verstarb er in seinem Büro an Herzversagen.
Seine wissenschaftliche Arbeit konzentrierte sich auf den Einsatz neuer kernspin- und computertomographischer Techniken, Möglichkeiten zur Verringerung der Strahlendosis in der Röntgendiagnostik und den Einsatz radiologischer Technik bei medizinischen Eingriffen.